# Hermonassa dispila
Hermonassa dispila là một loài bướm đêm trong họ Noctuidae.